# Minija
Minija (vyslov [Minyja]) je řeka na západě Litvy (Klaipėdský, Telšiaiský kraj). Je dlouhá 213 km. Povodí má rozlohu 2980 km².

## Průběh toku

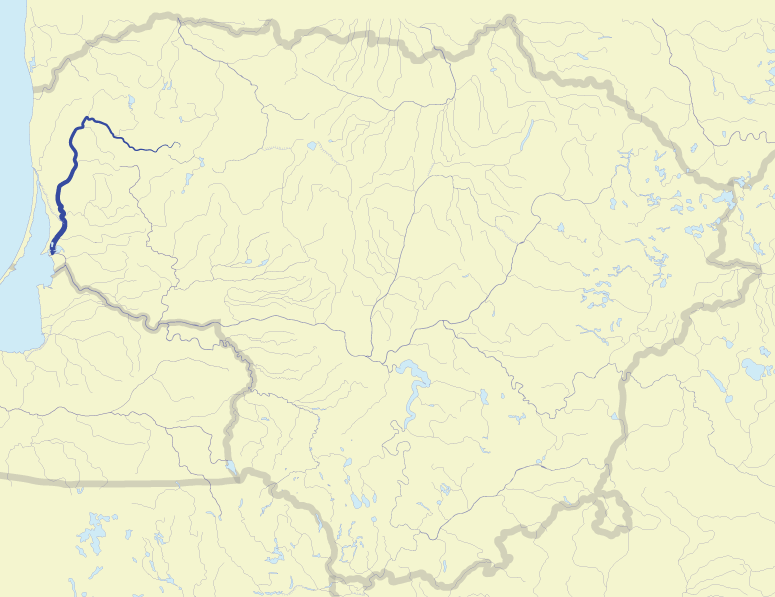
Mapka průběhu toku řeky Minija

Oficiální výtok je z jezera Didovas na Žemaitijské vysočině, hydrografický je z jezera Sydeklis (lit. Sydeklio ežeras) v okrese Telšiai, 14 km na jih od Telšů. Pokud by délka byla počítána z tohoto bodu, byla by délka toku 213 km, ale protože z jezera Sydeklis vytéká potok pod jménem Mava, další jeho pokračování mezi jezery Ilgis a Pluotinalis pod názvem Kliurkė, dále spojka mezi jezery Pluotinalis a Didovas vůbec nemá oficiální název (v Oficiální klasifikátoru litevských řek je označena pouze jako D-1, hydrologické pořadí: 17010002) a teprv od Didova jezera pod názvem Minija, činí oficiální délka řeky jen 201,8 km. Na horním toku jsou na ní peřeje. Až do soutoku s řekou Salantas teče převážně směrem západním, od tohoto soutoku u Kūlupėnů se stáčí směrem na jih a tento směr převažuje až do soutoku s Atmatou. Ústí zprava do pravého ramene Němenu Atmaty. (Němen totiž vytváří deltu (viz článek) a jedním z jeho ramen je Atmata).

### Přítoky
V povodí Minije je přibližně 1360 vodních toků. Naprostá většina z nich je kratších než 30 km. Říční síť v povodí je velmi hustá, dosahuje 1,53 km/km2. 51 % přítoků je levostranných.
- Levé:

| Hydrologické pořadí | Řeka                       | Délka (km) | Povodí (km²) | Vzdálenost od ústí (km) | Ústí kde                                 | Koordináty ústí                  |
| ------------------- | -------------------------- | ---------- | ------------ | ----------------------- | ---------------------------------------- | -------------------------------- |
| 17010006            | Glitupis                   | 4          |              | 203                     | spojka mezi jezery Pluotinalis a Didovas | 55°50′19″ s. š., 22°16′10″ v. d. |
| 17010030            | M-17                       | 2,9        | 1,7          | 197,1                   |                                          |                                  |
| 17010050            | Žarna                      | 4,8        | 13,6         | 192,2                   | Žarėnai                                  |                                  |
| 17010070            | Pamiralis neboli Patyralis | 2,8        | 5,2          | 179,1                   | Medingėnai                               | 55°49′33″ s. š., 22°4′52″ v. d.  |
| 17010080            | Pala                       | 20,2       | 99,8         | 172,3                   | Užpeliai                                 | 55°49′14″ s. š., 22°1′47″ v. d.  |
| 17010130            | Alkupis                    | 3,6        | 13,6         | 160,1                   | Daugėdai                                 | 55°49′12″ s. š., 21°55′16″ v. d. |
| 17010140            | M-15                       | 5,3        | 4,6          | 159,1                   |                                          |                                  |
| 17010170            | Lukna                      | 13,9       | 41,1         | 154,2                   | Stalgėnai                                | 55°49′57″ s. š., 21°52′26″ v. d. |
| 17010180            | M-13 (Kūlupis horní)       | 3,0        | 3,0          | 142,7                   | Juodeikiai                               | 55°51′31″ s. š., 21°48′10″ v. d. |
| 17010220            | Šilupis                    | 3,7        | 6,8          | 134,3                   | hradiště Vieštovėnų piliakalnis          | 55°52′29″ s. š., 21°44′40″ v. d. |
| 17010230            | Vieštovė                   | 11,8       | 23,2         | 132,5                   | hradiště Vieštovėnų piliakalnis          | 55°52′21″ s. š., 21°43′54″ v. d. |
| 17010330            | Linksnio upelis            | 4,9        | 5,5          | 121,7                   |                                          |                                  |
| 17010370            | M-11                       | 3,0        | 2,5          | 108,2                   |                                          |                                  |
| 17010380            | Dubeikis                   | 2,9        | 4,4          | 105,3                   | Prystovai                                | 55°56′40″ s. š., 21°33′43″ v. d. |
|                     | Slinkupis                  | 2,2        |              | 101                     |                                          | 55°57′2″ s. š., 21°31′55″ v. d.  |
| 17010460            | Alantas                    | 42,9       | 146,4        | 90,9                    | Kartena                                  | 55°54′56″ s. š., 21°28′45″ v. d. |
| 17010490            | Kūlupis                    | 9,0        | 7,6          | 90,1                    | Kartena                                  | 55°54′38″ s. š., 21°28′13″ v. d. |
|                     | Žvirgždų upelis            |            |              | ~88                     | Abakai                                   | 55°54′29″ s. š., 21°26′22″ v. d. |
|                     | Raudonupė                  |            |              |                         |                                          | 55°54′0″ s. š., 21°25′21″ v. d.  |
| 17010530            | Prūdupis                   | 7,2        | 7,3          | 82,7                    | Nausodis                                 | 55°53′0″ s. š., 21°24′28″ v. d.  |
| 17010540            | Kartenalė II               | 12,4       | 51,2         | 78,6                    | Raguviškiai                              | 55°51′19″ s. š., 21°23′15″ v. d. |
| 17010550            | Kalnupis                   | 2,5        | 2,6          | 73,4                    | Baubliai                                 | 55°49′17″ s. š., 21°24′7″ v. d.  |
| 17010560            | M-9                        | 5,2        | 5,5          | 71,4                    |                                          |                                  |
|                     | Plėkupis                   |            |              |                         |                                          | 55°47′39″ s. š., 21°26′12″ v. d. |
| 17010580            | Žvelsa                     | 38,6       | 131,9        | 62,8                    | Lapiai                                   | 55°45′14″ s. š., 21°26′5″ v. d.  |
|                     | Skrandupalis               |            |              |                         |                                          | 55°44′35″ s. š., 21°26′10″ v. d. |
| 17010610            | Gerdaujė                   | 10,4       | 20,3         | 60,3                    | Rudaičiai                                | 55°44′18″ s. š., 21°26′5″ v. d.  |
| 17010630            | Aušrupis                   | 4,4        | 3,0          | 56,4                    | Gargždai                                 | 55°43′2″ s. š., 21°24′49″ v. d.  |
| 17010640            | Skinija                    | 21,1       | 50,9         | 51,7                    | Lyveriai/Gargždai                        | 55°41′17″ s. š., 21°23′42″ v. d. |
| 17010680            | Švokšlis                   | 3,5        | 5,3          | 45,5                    | Bačiai                                   | 55°40′16″ s. š., 21°22′33″ v. d. |
| 17010690            | Brugis                     | 2,6        | 2,0          | 42,9                    |                                          | 55°39′28″ s. š., 21°19′58″ v. d. |
| 17010710            | Kisupė                     | 9,2        | 16,5         | 38,2                    | Rokai                                    | 55°36′5″ s. š., 21°18′9″ v. d.   |
| 17010740            | Neknupis                   | 8,8        | 6,2          | 33,3                    | Voveriškiai (Priekulė)                   | 55°34′9″ s. š., 21°18′52″ v. d.  |
| 17010750            | Agluona                    | 22,0       | 75,7         | 32,3                    | Priekulė                                 | 55°33′56″ s. š., 21°19′37″ v. d. |
| 17010780            | Gruodė                     | 11,7       | 19,1         | 31,0                    | Stragnai I (Priekulė)                    | 55°33′24″ s. š., 21°19′56″ v. d. |
| 17010790            | Piktvardė                  | 5,9        | 10,3         | 25,5                    | Liaunai                                  | 55°31′34″ s. š., 21°21′5″ v. d.  |
| 17010810            | Veiviržas                  | 67,9       | 668,0        | 21,7                    | Grumbliai                                | 55°30′13″ s. š., 21°20′50″ v. d. |
| 17011010            | Grumbys                    | 3,4        | 3,8          | 20,8                    | Grumbliai                                | 55°29′59″ s. š., 21°21′34″ v. d. |
| 17011020            | Čigonė                     | 3,8        | 4,2          | 19,6                    | Grumbliai                                | 55°29′25″ s. š., 21°21′51″ v. d. |
| 17011040            | M-3                        | 4,6        | 4,0          | 17,8                    | Lankupiai                                |                                  |
| 17011050            | M-1                        | 6,7        | 11,9         | 14,8                    | Sakūčiai                                 |                                  |
| 17011060            | Tenenys                    | 71,9       | 300,0        | 9,9                     | Vabalai                                  | 55°25′13″ s. š., 21°19′3″ v. d.  |
|                     | Purvalankis                | 1,47       |              |                         | Minija                                   |                                  |

- Pravé:

| Hydrologické pořadí | Řeka             | Délka (km) | Povodí (km²) | Vzdálenost od ústí (km) | Ústí kde    | Koordináty ústí                  |
| ------------------- | ---------------- | ---------- | ------------ | ----------------------- | ----------- | -------------------------------- |
| 17010010            | Šaltupis         | 1,9        | 1,8          | 199,8                   | Karšteniai  |                                  |
| 17010020            | Tūtaka           | 7,5        | 19,8         | 199,4                   | Karšteniai  | 55°51′23″ s. š., 22°14′48″ v. d. |
|                     | M-16             | 3,6        |              | 192                     | Kereliškė   |                                  |
| 17010060            | Vilka            | 13,7       | 39,6         | 185,5                   | Saušilis    | 55°51′4″ s. š., 22°7′55″ v. d.   |
| 17010110            | Briedupis        | 6,9        | 13,1         | 170,7                   | Žvirzdaliai | 55°49′40″ s. š., 22°1′4″ v. d.   |
| 17010120            | Viešdauba        | 7,5        | 10,1         | 169,3                   | Žvirzdaliai | 55°49′41″ s. š., 22°0′17″ v. d.  |
| 17010040            | Lendrupis        |            |              | 169,0                   | Žvirzdaliai |                                  |
| 17010150            | Sausdravas       | 25,5       | 96,2         | 156,0                   | Stalgėnai   | 55°49′52″ s. š., 21°53′30″ v. d. |
| 17010190            | Didžioji Sruoja  | 9,1        | 14,5         | 141,4                   | Juodeikiai  | 55°51′54″ s. š., 21°48′28″ v. d. |
| 17010210            | Mažoji Sruoja    | 8,8        | 15,2         | 140,8                   | Juodeikiai  | 55°52′8″ s. š., 21°48′17″ v. d.  |
| 17010240            | Babrungas        | 59         | 270,4        | 130,2                   | Stonaičiai  | 55°52′59″ s. š., 21°43′28″ v. d. |
| 17010290            | M-14             | 2,6        | 1,7          | 129,2                   | Stonaičiai  |                                  |
| 17010310            | M-12             | 3,2        | 1,7          | 126,5                   |             |                                  |
| 17010320            | Orė              | 3,4        | 3,5          | 125,1                   | Pakutuvėnai | 55°54′17″ s. š., 21°42′16″ v. d. |
| 17010340            | Varlupis         | 4,4        | 4,0          | 119,9                   | Narvaišiai  | 55°55′11″ s. š., 21°40′30″ v. d. |
| 17010350            | Auksališkis      | 4,8        | 10,3         | 118,8                   | Narvaišiai  |                                  |
| 17010360            | M-10             | 5,1        | 5,9          | 113,6                   |             |                                  |
|                     | Lubdaubalis      |            |              | ~104                    | Prystovai   | 55°56′33″ s. š., 21°34′8″ v. d.  |
| 17010390            | Mišupė           | 25,7       | 49,2         | 102,6                   | Prystovai   | 55°57′24″ s. š., 21°32′58″ v. d. |
| 17010410            | Salantas         | 42,1       | 268,5        | 98,5                    | Kūlupėnai   | 55°57′42″ s. š., 21°30′20″ v. d. |
| 17010450            | Vorautis         | 2,3        | 4,0          | 96,7                    | Kūlupėnai   |                                  |
| 17010510            | Paltis           | 5,6        | 6,4          | 86,7                    | Asteikiai   | 55°55′3″ s. š., 21°25′54″ v. d.  |
| 17010520            | Dirsupis         | 3,0        | 2,3          | 86,4                    | Asteikiai   |                                  |
|                     | Dvilinkis II     |            |              |                         |             | 55°48′50″ s. š., 21°24′38″ v. d. |
| 17010570            | Dvilinkis        | 2,4        | 4,1          | 67,3                    | Žvelsėnai   | 55°47′10″ s. š., 21°25′29″ v. d. |
|                     | Kurtupalis       |            |              |                         |             | 55°45′8″ s. š., 21°25′53″ v. d.  |
| 17010620            | Gargždupis       | 6,8        | 14,4         | 58,4                    | Gargždai    | 55°43′43″ s. š., 21°24′49″ v. d. |
| 17010660            | M-6              | 3,4        | 3,7          | 48,9                    | Gargždai    |                                  |
| 17010670            | Lašiupis         | 6,8        | 10,1         | 47,9                    | Dovilai     | 55°40′4″ s. š., 21°21′26″ v. d.  |
|                     | Ketvergio upalis |            |              |                         |             | 55°38′59″ s. š., 21°19′1″ v. d.  |
| 17010720            | Ditupė           | 5,1        | 9,5          | 37,2                    | Dituva      | 55°35′41″ s. š., 21°17′31″ v. d. |
| 17010730            | M-4              | 4,8        | 4,7          | 33,6                    | Priekulė    |                                  |
| 17011190            | M-2              | 6,5        | 18,6         | 9,2                     | Vabalai     |                                  |

- Vodní kanál: Vilémův kanál – spojuje Miniji (zprava, 19 km od jejího ústí) s Kurským zálivem – přesněji s jeho vedlejším zálivem jménem Malkų įlanka v Klaipėdském přístavu.

## Vodní režim

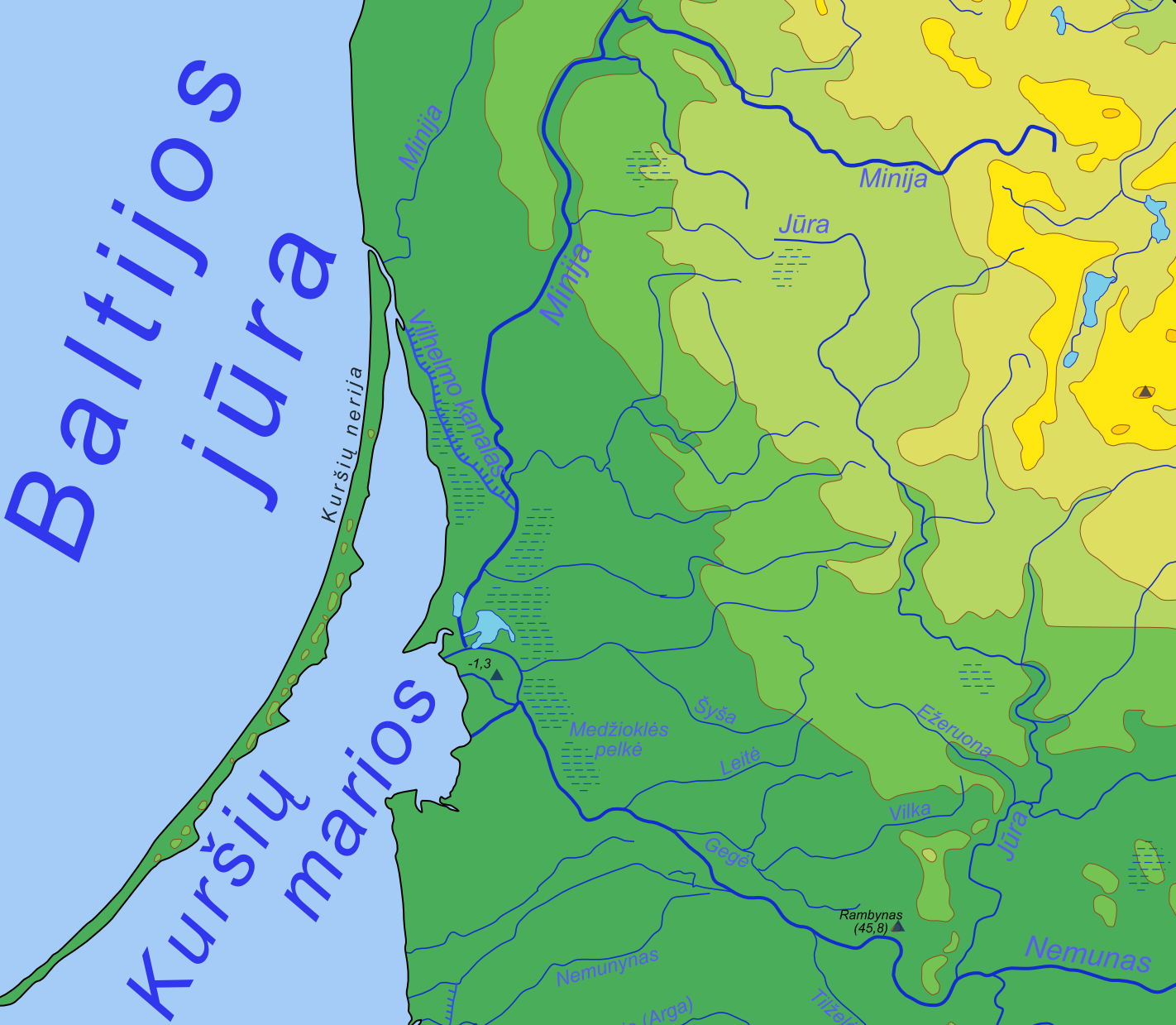
(Řeka, chybně označená jako Minija (ta více vlevo ze dvou) je Danė/Akmena). Řeka Minija (vpravo) a Vilémův kanál.

Zdroj vody je smíšený s převahou dešťového (55 % ročního průtoku), dále sněhového (22 % ročního průtoku) a nakonec spodní vody (23 % ročního průtoku). Jezernatost je pouze 0,6 % povodí, bažiny a slatiny tvoří 5,2 % povodí. Zalesněnost je 21 %. Nejvyšší průtoky jsou od října do dubna. Průměrný průtok ve vzdálenosti 93 km od ústí je 15,4 m³/s. Průměrný spád řeky je 0,084%. Led je na řece od prosince do března. Povodí řeky je na jih od soutoku s řekou Salantas nesymetrické (pro blízkost s mořem): převažují delší levé přítoky nad kratšími pravými přítoky. V řece je často napájen dobytek.

## Využití
Na dolním toku je možná vodní doprava. Roku 1873 byla řeka Minija u vsi Lankupiai přímou vodní cestou spojena Vilémovým kanálem, (jinak také Klajpedským) s Klaipėdským přístavem přes záliv "Malkų įlanka" v Kurském zálivu (nyní přímo v Klajpedě). Na řece leží města Žarėnai, Kartena, Gargždai, Priekulė, Minija (ves).

### Vodáctví
Podrobný popis vodácké trasy
Řeka je sjízdná pro vodáky v délce 178 km.

## Delta Minije na mapě delty Němenu
| DELTA NĚMENU Atmata Atšakėlė Aukštumala Aukštumalos protaka Bevardis Bevardė Briedžių Dumblė Kadaginis Kiemo Kniaupas Krokų Lanka Kubilių Kurský záliv Leitė Minija Naikupė Pakalnė Palankys Záliv Prūsinė Purvalankis Ragininkų Rindos šaka Záliv Rindutė Rusnaitė Rusnė (Němen) Rusnė Senoji Skirvytė Skatulė Skirvytė (Severnaja) Šakutė Záliv Šilinė Šventos Elenos Šyša Šyškrantė Tiesioji Trušių Ulmas Uostadvaris Duobelė Upaitis Vidujinė Vikis Vilkinė Vilkinės Vito Vorusnė Voryčia Vytinė Vytinės Uostas Zingelinė |

L Řeka je propojena průlivem jménem Purvalankis s lagunovým jezerem jménem Krokų Lanka. 

0 km Říční delta. Zde se řeka zprvu rozdvojuje: levé rameno míří do Atmaty, která sama je pravým ramenem delty Němenu. 

Pravé rameno (řeky Minije) míří do zálivu Kniaupų nebo také Kniaupas v Kurském zálivu, přičemž se přibližně v polovině vzdálenosti opět rozděluje na dvě hlavní ramena a ještě několik menších ramen. Zleva: slepé rameno (menší); rameno jménem Bevardis (Bezejmenné), které se opět vlévá do Atmaty (jedno z hlavních); rameno jménem Upaitis, které někdy tradičně také ještě nese název Minija, vlévá se přímo do zálivu Kniaupų (další z hlavních ramen); (tato dvě hlavní ramena spolu se zálivem a ramenem Atmata ohraničují ostrov jménem Zingelinė sala); čtyři (až 6) další ramena (menší) – jejichž vody také plynou do zálivu Kniaupų – , z nichž některá se dále štěpí, některá jsou slepá.

## Galerie

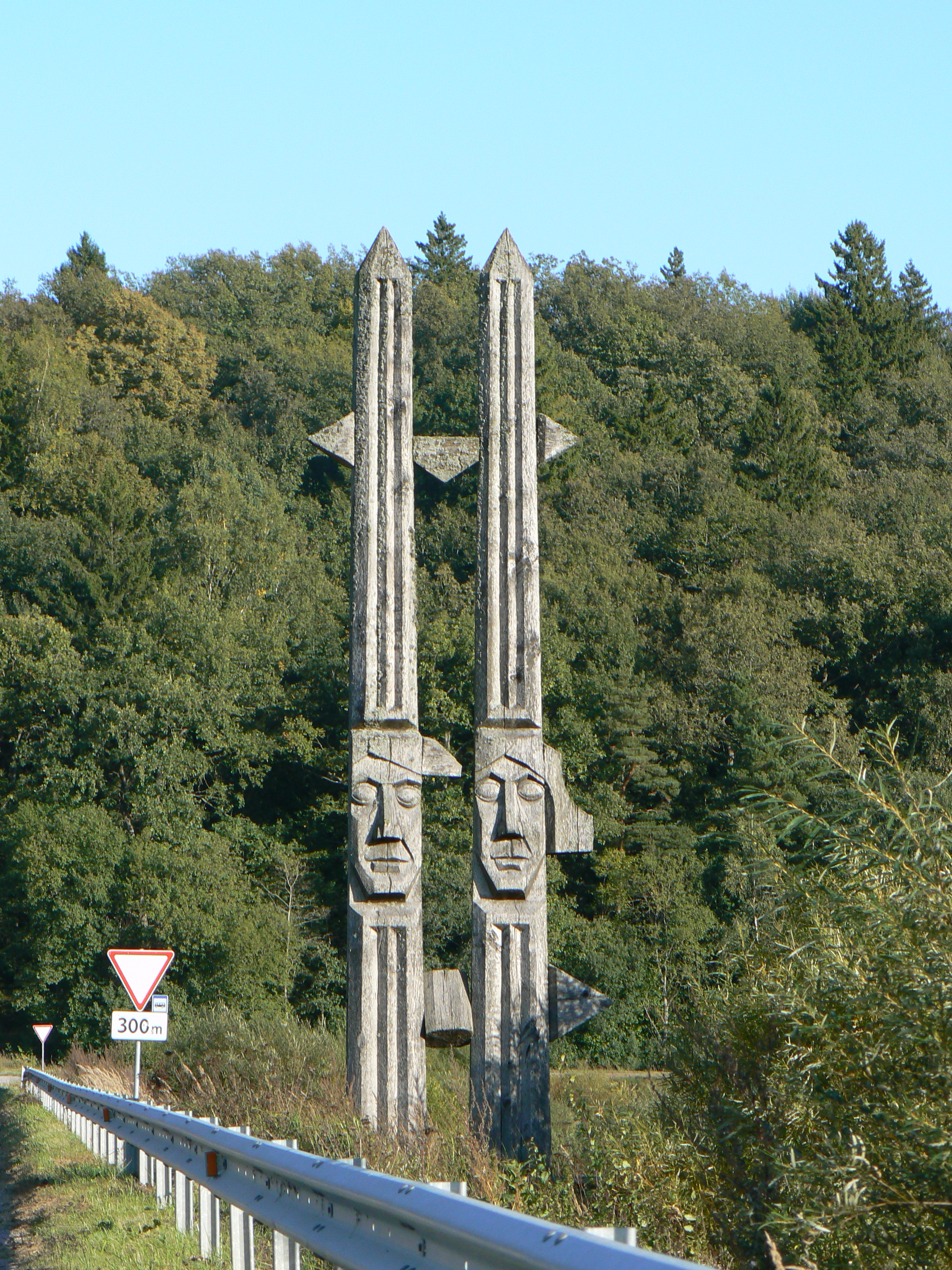
Most přes Miniji u obce Raguviškiai
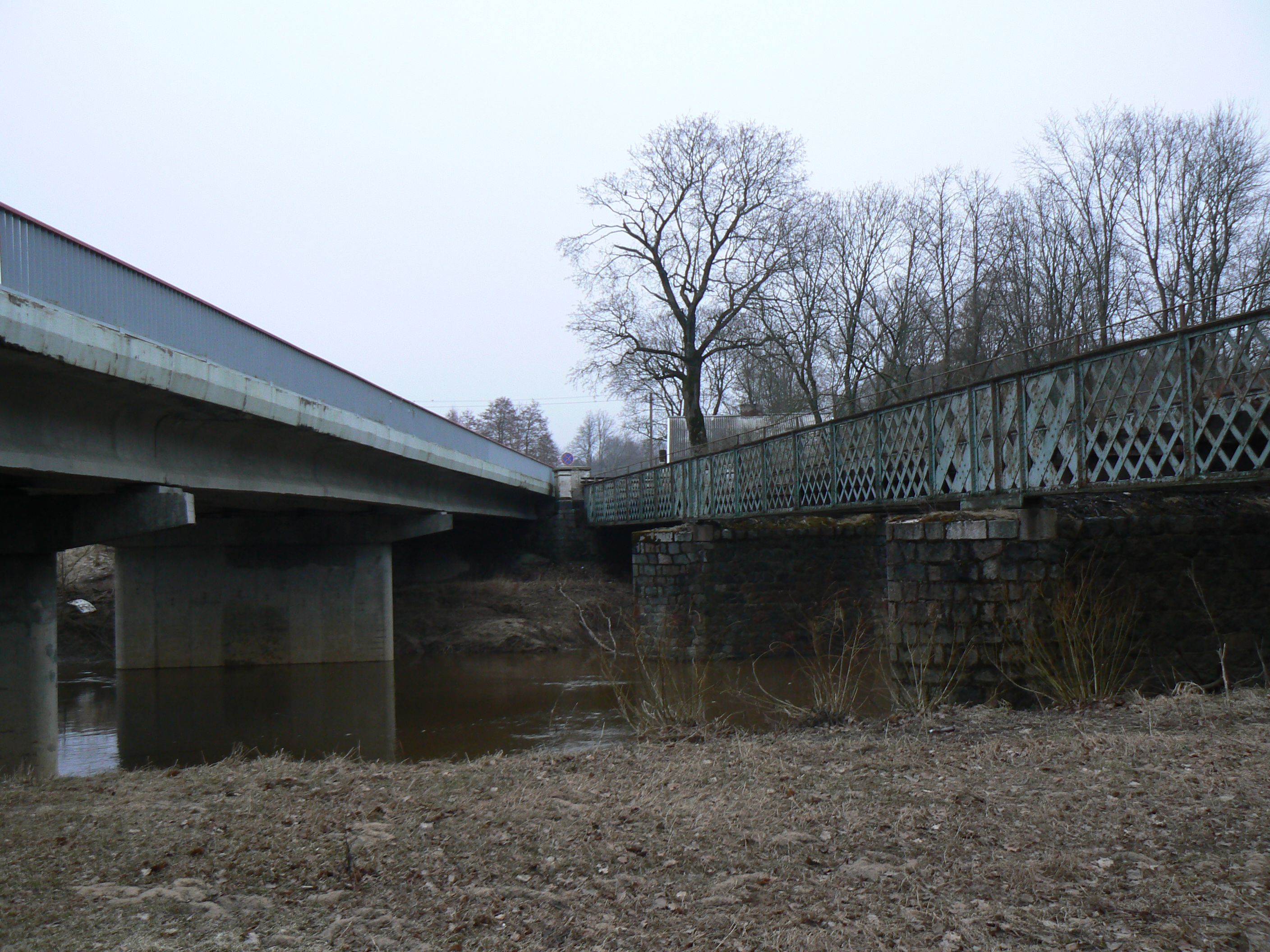
Dva mosty mezi vesnicemi Ketvergiai a Šernai (Klaipėda)
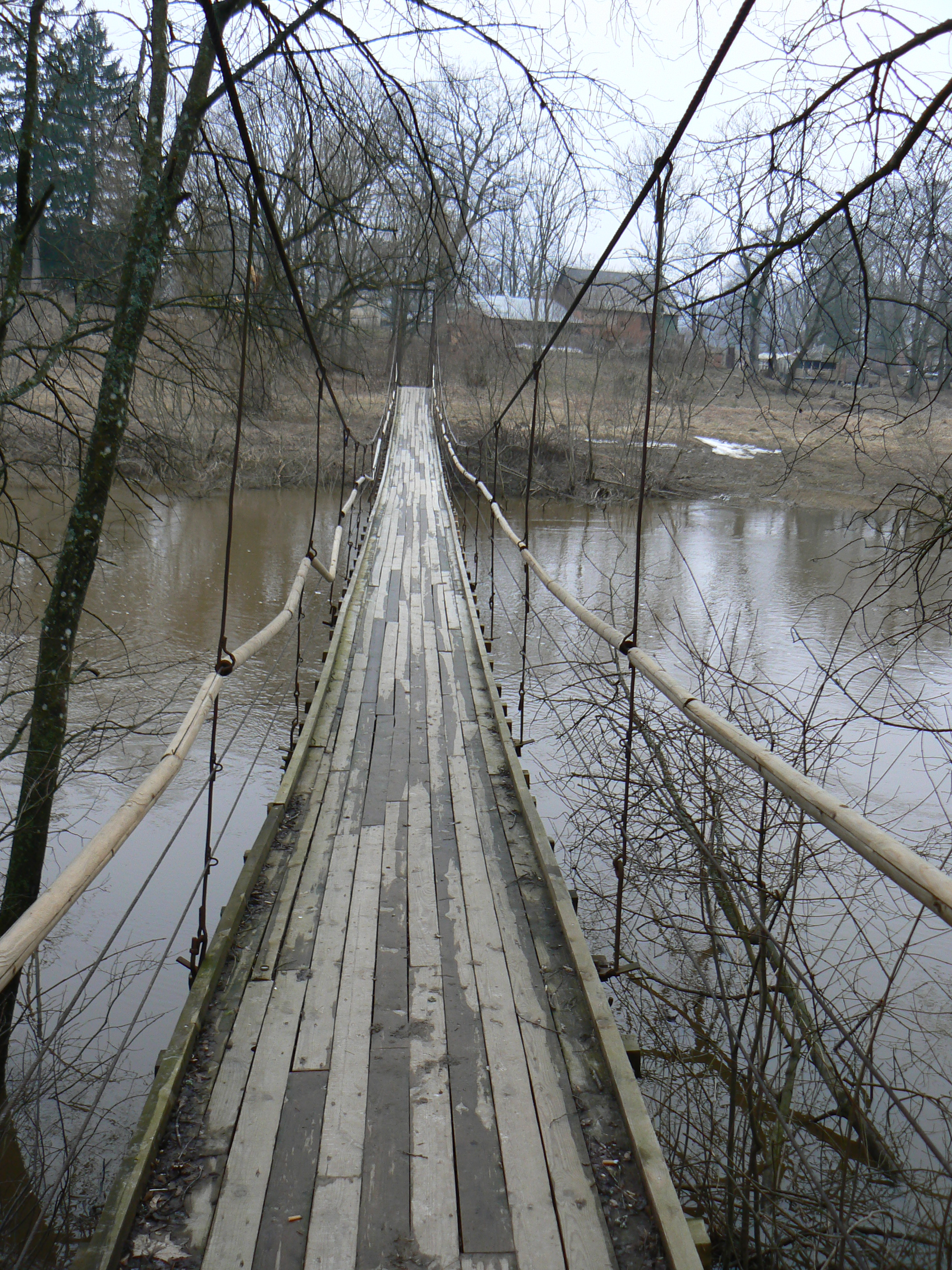
Lávka přes Miniji na severním okraji Priekulė
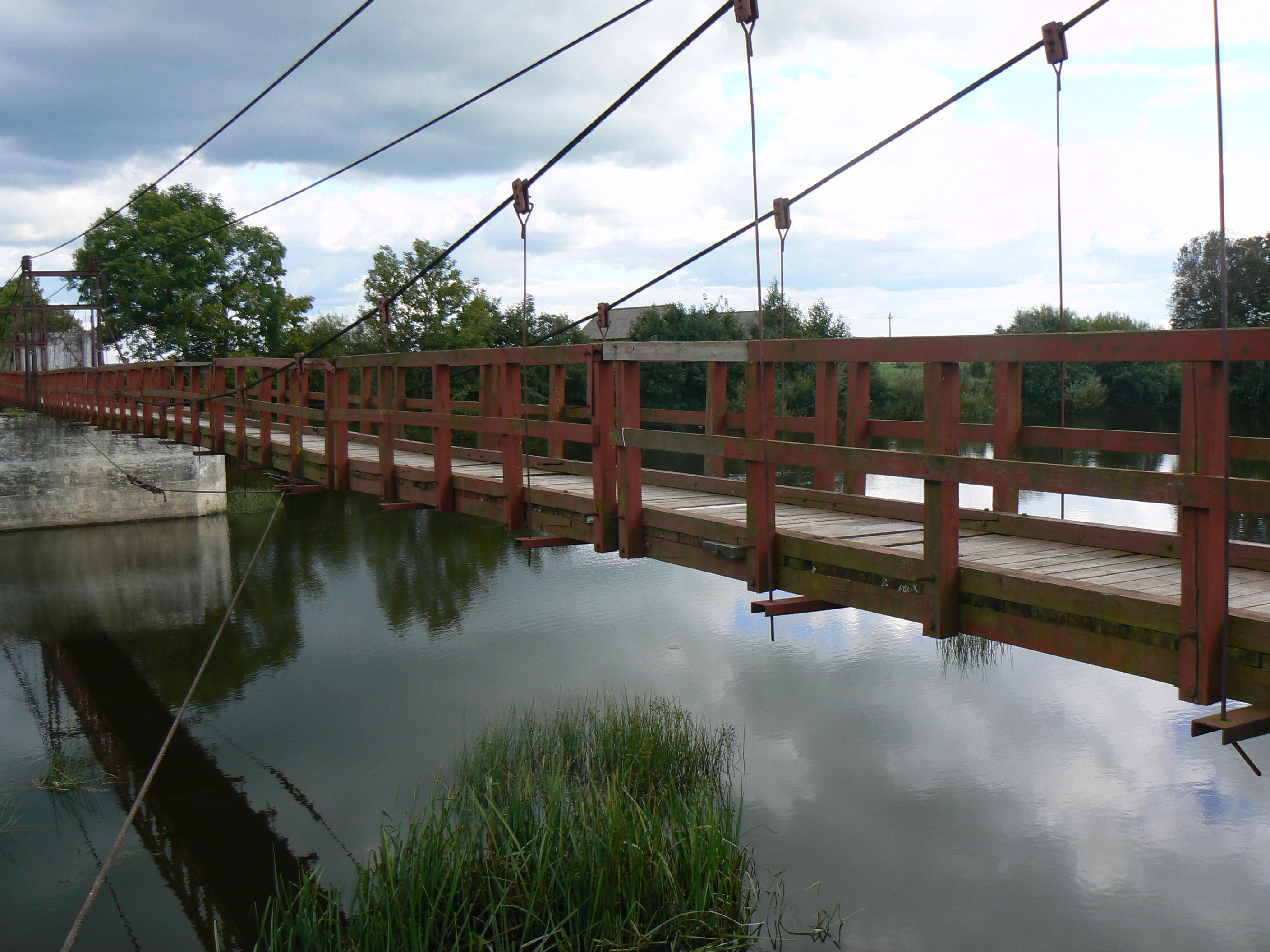
Lávka přes Miniji mezi vesnicemi Lankupiai (okres Klaipėda) a Lankupiai (okres Šilutė)

## Fauna

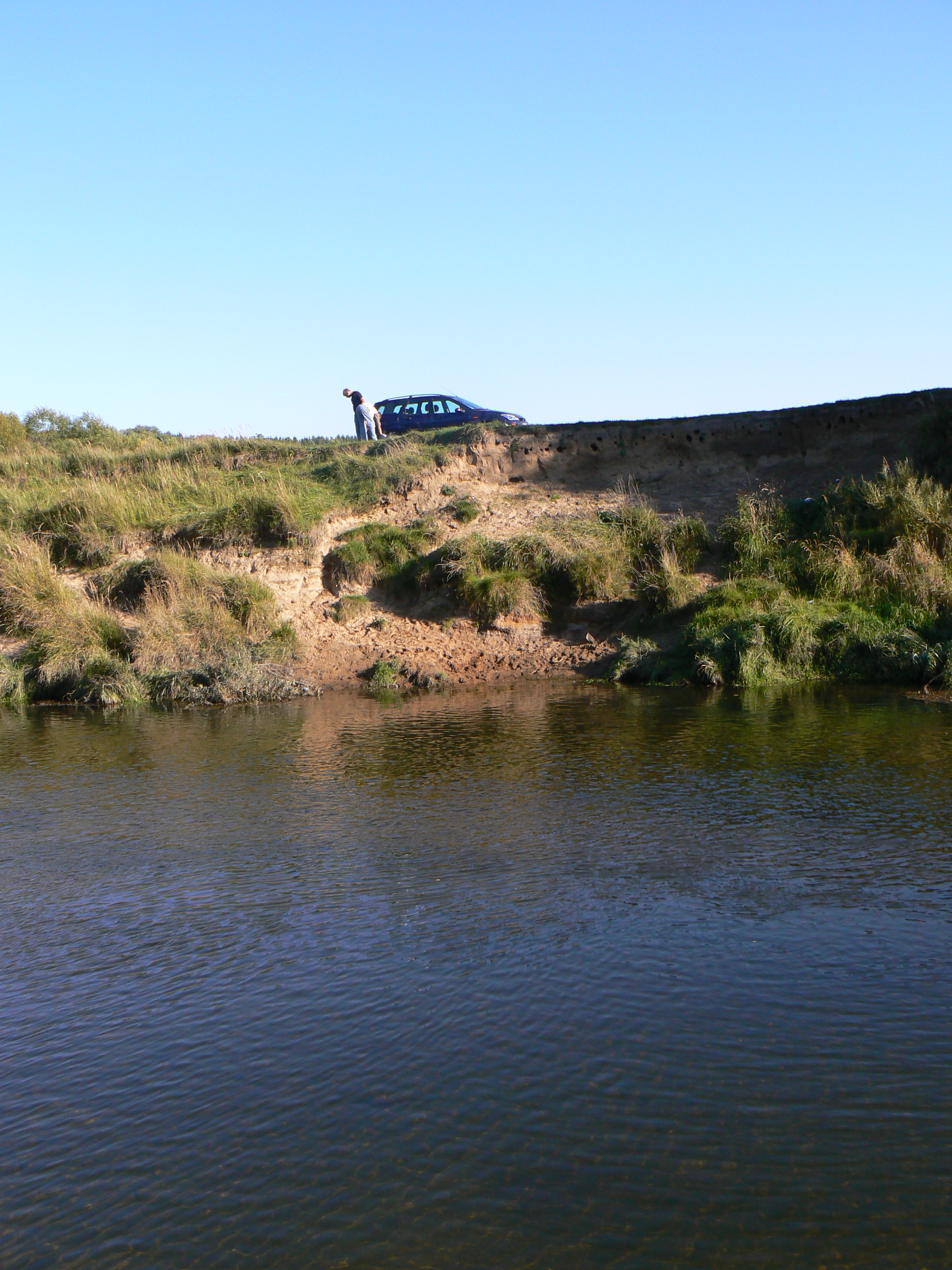
Minija mezi vsí Baubliai a zahrádkářskou kolonií Jokūbavy Rasa, v břehu hnízdí břehule

V řece jsou tyto druhy, v Litvě zařazené mezi přísně chráněné:
- Ostroretka stěhovavá Chondrostoma nasus

dále druhy, v Litvě zařazené mezi chráněné
- Pstruh obecný mořský Salmo trutta trutta
- Pstruh obecný potoční Salmo trutta fario
- Parma obecná Barbus barbus
- Podoustev říční Vimba vimba

dále druhy, v Litvě zařazené mezi chráněné podle bernské konvence:
- Mihule říční Lampetra fluviatilis
- Slunka stříbřitá Leucaspius delineatus
- Ouklejka pruhovaná Alburnoides bipunctatus
- Hořavka duhová Rhodeus sericeus
- Sekavec písečný Cobitis taenia
- sekavčík zlatavý Sabanejewia aurata

další chráněné druhy:
- Vranka obecná Cottus gobio
- Losos obecný Salmo salar
- Vydra říční Lutra lutra
- Bobr evropský Castor fiber
- Vlk obecný Canis lupus

Jsou tu časté také lišky, psík mývalovitý, norek americký (Mustela vison).

V blízkém okolí řeky hnízdí tyto v Litvě chráněné druhy:
- Chřástal polní Crex crex
- Břehule říční Riparia riparia
- Ledňáček říční Alcedo atthis
- Včelojed lesní Pernis apivorus
- Luňák hnědý Milvus migrans
- Moták pochop Circus aeruginosus
- Poštolka obecná Falco tinnunculus
- Dudek chocholatý Upupa epops (u obce Cigonaliai.)
- Žluna zelená Picus viridis
- Skřivan lesní Lullula arborea
- Ťuhýk obecný Lanius collurio

Vyskytuje se (ale nehnízdí zde):
- Čáp černý Ciconia nigra

Zde jako v celé Litvě poměrně často hnízdí jinde méně častý Čáp bílý Ciconia ciconia.

## Skloňování
- 1. p. Minija
- 2. p. Minije
- 3. p. Miniji
- 4. p. Miniji
- 5. p. Minijo!
- 6. p. (o) Miniji
- 7. p. Minijí

Minija je v češtině i v litevštině rodu ženského, číslo jednotné.